# Províncies històriques de Finlàndia

Províncies històriques de Finlàndia
(les fronteres de les regions modernes són de color groc)

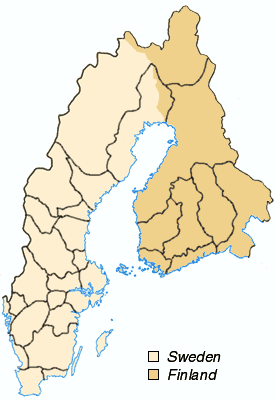
Províncies de Suècia i Finlàndia de 1658 a 1809.

Les Províncies Històriques (en finlandès, maakunnat o provinssit – singular *maakunta o *provinssi; en suec, landskap) de Finlàndia són un llegat de lq història conjunta del país amb Suècia. Aquestes províncies van deixar de ser una entitat administrativa cap al 1634, quan van ser substituïdes pels comtats, un reforma que es va mantenir fins a 1997, quan van ser substituïdes per les regions actuals. Les províncies es mantenen com una tradició, però avui dia ja no tenen cap funció administrativa.

## Províncies històriques
El primer nom en parèntesi és en finès i el segon el suec: 
 Finlàndia Pròpia (Varsinais-Suomi, Egentliga Finland)
 Carèlia (Karjala, Karelen)
 Lapònia (Lappi, Lappland)
 Ostrobòtnia (Pohjanmaa, Österbotten)
 Satakunta (Satakunta, Satakunda)
 Savònia (Savo, Savolax)
 Tavàstia (Häme, Tavastland)
 Uusimaa (Uusimaa, Nyland)
 Åland (Ahvenanmaa, Åland)

## Heràldica
Per al funeral del rei Gustau I de Suècia el 1560 els escuts d'armes de les províncies van ser desplegats junts per primera vegada i molts d'ells van ser atorgats per a aquesta ocasió especial. Després de la separació de Finlàndia i Suècia el 1809, les tradicions dels escuts provincials ha divergit una mica. Finlàndia manté la distinció entre la dignitat comtal i ducal a les corones d'armes de les províncies històriques, mentre que a totes les províncies sueques els escuts duen una corona ducal des de 1884. La divisió de Lapònia exigia també una distinció entre els escuts finlandès i suec.
Durant el regnat del rei Carles IX de Suècia es produïren emigracions de Savonia a la part occidental de Suècia i l'est de Noruega, a la Finnskogen o "bosc finlandès". A aquestes àrees es conservà l'antic dialecte savonià fins que els darrers parlants van morir a la dècada de 1960.
Els Escuts d'Armes de les províncies històriques han servit com a model per als Escuts d'Armes de les noves divisions administratives.